# منشاري الذيل
منشاري الذيل أو برص الصخر (باللاتينية: Pristurus) (بالإنجليزية: Rock geckos)‏ ، هو جنس من السحالي ينتمي إلى فصيلة الوزغية.

## أنواع مختارة
- برص قافز (الاسم العلمي: Pristurus flavipunctatus)